# Prime de bienvenue
Pour les articles homonymes, voir Hello.
La prime de bienvenue ou pont d’or ou bien en anglais golden hello est une indemnité versée à une personne pour l’inciter à rejoindre une entreprise en tant que dirigeant ou cadre.
Elle est le pendant du parachute doré (ou parachute en or ou bien golden parachute), compensation financière qu'une entreprise s’engage, lors du recrutement de ces mêmes personnes, à verser à celles-ci en cas de licenciement ou de modification significative de son contrat de travail.
Très pratiquée aux États-Unis, la prime de bienvenue récompense le recrutement d’un cadre de haut niveau, sans forcément avoir une garantie d’excellence.

## Quelques exemples
- Philippe Rucheton, débauché de la Société générale en décembre 2008 pour être nommé directeur financier chez Dexia, a touché 500 000 euros de prime de bienvenue[1],
- Olivier Brandicourt, débauché chez Bayer pour être nommé directeur général de Sanofi le 19 février 2015, a reçu quatre millions d'euros de prime de bienvenue sous forme de deux versements de la moitié à un an d'écart[2].